# Hoài Nhơn Đông
Hoài Nhơn Đông là một phường thuộc tỉnh Gia Lai, Việt Nam.

## Địa lý
Phường Hoài Nhơn Đông nằm ở phía đông của thị xã Hoài Nhơn cũ, có vị trí địa lý: 
- Phía đông giáp Biển Đông
- Phía tây giáp phường Hoài Nhơn Nam, phường Bồng Sơn
- Phía nam giáp xã Phù Mỹ Bắc
- Phía bắc giáp phường Hoài Nhơn.

Phường Hoài Nhơn Đông có diện tích 64.36 km², dân số năm 2025 là 44.634 người, mật độ dân số đạt 693,5 người/km².
Đây là nơi sông Lại Giang đổ ra biển ở cửa biển An Dũ, là vùng nước lợ giàu dinh dưỡng

## Hành chính
Phường Hoài Nhơn Đông được chia thành 27 khu phố: Ca Công, Ca Công Nam, Nhuận An, Nhuận An Đông, Phú An, An Nghiệp, Công Lương, Định Công, Định Trị, Khánh Trạch, Lộ Diêu, Mỹ Khánh, Mỹ Thọ, Phú Xuân, Xuân Khánh, Xuân Vinh, Thạnh Xuân, Thạnh Xuân Bắc, Thạnh Xuân Đông, Thiện Đức, Thiện Đức Bắc, Thiện Đức Đông, Diêu Quang, Kim Giao Bắc, Kim Giao Nam, Kim Giao Trung, Kim Thiện.

## Lịch sử
Sau năm 1975, Hoài Hương là một xã thuộc huyện Hoài Nhơn.
Ngày 11 tháng 7 năm 1994, tách ấp Kim Giao của xã Hoài Hương để thành lập xã Hoài Hải.
Ngày 22 tháng 4 năm 2020, Ủy ban Thường vụ Quốc hội ban hành Nghị quyết số 932/NQ-UBTVQH14 về việc thành lập thị xã Hoài Nhơn và các phường thuộc thị xã Hoài Nhơn (nghị quyết có hiệu lực từ ngày 1 tháng 6 năm 2020). Theo đó, thành lập phường Hoài Hương thuộc thị xã Hoài Nhơn trên cơ sở toàn bộ 10,74 km² diện tích tự nhiên và 16.775 người của xã Hoài Hương.
Ngày 28 tháng 4 năm 2025, Hội đồng Nhân dân tỉnh Bình Định thông qua Nghị quyết về chủ trương sắp xếp đơn vị hành chính cấp xã của tỉnh Bình Định, trong đó sáp nhập các phường thuộc thị xã Hoài Nhơn (nghị quyết có hiệu lực từ ngày 1 tháng 7 năm 2025). Theo đó, thành lập phường Hoài Nhơn Đông trên cơ sở sáp nhập toàn bộ 10,74 km2 diện tích tự nhiên, dân số 20.410 người của phường Hoài Hương và toàn bộ 4,7 km2 diện tích tự nhiên, dân số 8.307 người của xã Hoài Hải và toàn bộ 48,92 km2 diện tích tự nhiên, dân số 15.917 người của xã Hoài Mỹ.

## Kinh tế
Đặc sản nổi tiếng nhất ngoài cá tươi là "nước mắm truyền thống làng nghề An Dũ" lâu đời nổi tiếng. Ngoài ra còn có một số hộ hoạt động sản xuất các mặt hàng thủ công mỹ nghệ như: giá võng, vỉ cá, vỉ mực bằng chất liệu cây tầm vông. Cuộc sống người dân chủ yếu dựa vào nghề đánh bắt cá xa bờ.
Nghề nghiệp chính của người dân nơi đây là ngư nghiệp, bao gồm đánh bắt gần bờ và đánh bắt xa bờ.
Tuy nhiên, với xu hướng hiện nay, người dân dần dần thay nghề biển thành nghề bờ như: nuôi trồng thủy sản, trồng rừng, buôn bán... ngày một phát triển.
Mũi Gành ở khu phố Diêu Quang là một thắng cảnh du lịch của phường.

## Xem thêm

Mũi Gành